# Бадија (Форли-Чезена)
Бадија је насеље у Италији у округу Форли-Чезена, региону Емилија-Ромања.
Према процени из 2011. у насељу је живело 231 становника. Насеље се налази на надморској висини од 52 м.